# Bachillerato (Bélgica)
El término Bachillerato designa en Bélgica, desde el año 2005 y de acuerdo con el Proceso de Bolonia al Diploma de Educación superior universitaria o no universitaria que confirma la aprobación de un primer ciclo de tres años, de al menos 180 créditos. 
Este Diploma reemplaza los antiguos diplomas o grados:
- El diploma de candidato : un diploma universitario que confirmaba la aprobación de un primer ciclo de dos años.
- El Graduat : un antiguo grado de la Educación superior que conducía al título de graduado luego de tres años de estudio.

Se distinguen dos clases de bachiller|bachilleres: 
- Los bachilleres profesionalizantes (antiguos graduados) dados por los institutos de educación superior de corta duración.
- Los bachilleres de transición (antiguos candidatos) que no formaban para una profesión sino que daban acceso a las maestrías.

El principio 3 + 2 + 3 caracteriza el sistema de acuerdos de Bolonia:
- 3 años para el bachillerato
- + 2 años suplementarios para el master que equivale a la licenciatura
- + 3 años suplementarios para el doctorado

- Datos: Q2878141